# Alsóregmec
Alsóregmec (vyslovováno [alšóregmec], slovensky Nižný Redmec) je malá vesnička v Maďarsku v župě Borsod-Abaúj-Zemplén, spadající pod okres Sátoraljaújhely. Nachází se asi 127 m od hranice se Slovenskem a asi 5 km severozápadně od Sátoraljaújhely. V roce 2015 zde žilo 178 obyvatel, jež dle údajů z roku 2001 tvořili 99 % Maďaři, devět Slováků a jeden Rom.
Sousedními vesnicemi jsou Felsőregmec a Mikóháza, sousedním městem Sátoraljaújhely.